# Cotocollao (paroisse)
 (octobre 2023).
La mise en forme du texte ne suit pas les recommandations de Wikipédia : il faut le « wikifier ».
Les points d'amélioration suivants sont les cas les plus fréquents. Le détail des points à revoir est peut-être précisé sur la page de discussion.
- Les titres sont pré-formatés par le logiciel. Ils ne sont ni en capitales, ni en gras.
- Le texte ne doit pas être écrit en capitales (les noms de famille non plus), ni en gras, ni en italique, ni en « petit »…
- Le gras n'est utilisé que pour surligner le titre de l'article dans l'introduction, une seule fois.
- L'italique est rarement utilisé : mots en langue étrangère, titres d'œuvres, noms de bateaux, etc.
- Les citations ne sont pas en italique mais en corps de texte normal. Elles sont entourées par des guillemets français : « et ».
- Les listes à puces sont à éviter, des paragraphes rédigés étant largement préférés. Les tableaux sont à réserver à la présentation de données structurées (résultats, etc.).
- Les appels de note de bas de page (petits chiffres en exposant, introduits par l'outil «  Source ») sont à placer entre la fin de phrase et le point final[comme ça].
- Les liens internes (vers d'autres articles de Wikipédia) sont à choisir avec parcimonie. Créez des liens vers des articles approfondissant le sujet. Les termes génériques sans rapport avec le sujet sont à éviter, ainsi que les répétitions de liens vers un même terme.
- Les liens externes sont à placer uniquement dans une section « Liens externes », à la fin de l'article. Ces liens sont à choisir avec parcimonie suivant les règles définies. Si un lien sert de source à l'article, son insertion dans le texte est à faire par les notes de bas de page.
- La présentation des références doit suivre les conventions bibliographiques. Il est recommandé d'utiliser les modèles {{Ouvrage}}, {{Chapitre}}, {{Article}}, {{Lien web}} et/ou {{Bibliographie}}. Le mode d'édition visuel peut mettre en forme automatiquement les références.
- Insérer une infobox (cadre d'informations à droite) n'est pas obligatoire pour parachever la mise en page.

Pour une aide détaillée, merci de consulter Aide:Wikification.
Si vous pensez que ces points ont été résolus, vous pouvez retirer ce bandeau et améliorer la mise en forme d'un autre article.
 (février 2024).
Si vous disposez d'ouvrages ou d'articles de référence ou si vous connaissez des sites web de qualité traitant du thème abordé ici, merci de compléter l'article en donnant les références utiles à sa vérifiabilité et en les liant à la section « Notes et références ».
Cotocollao, est une paroisse urbaine de la ville de Quito, faisant partie des 65 qui composent la zone métropolitaine de la capitale de l'Équateur. Elle est située à l'extrémité nord-ouest de la ville, et ses limites sont les paroisses d'El Condado au nord, La Concepción au sud, Ponceano à l'est, et Cochapamba à l'ouest.

## Histoire
Née des vestiges d'une implantation préhispanique des Cotocollaos, qui ont habité la région entre 1500 et 500 av. J.-C., cette paroisse a évolué pendant la période coloniale et les premières années de la République en tant que petite ville paisible aux rues étroites, dont la vie tournait autour de l'église et de la place principale, mais où de nombreux Quiténiens avaient des haciendas et des maisons de repos.
Les chroniqueurs de la conquête espagnole mentionnent qu'il existait sur place une place de marché plus petite que celle établie par les Kitus sur l'actuelle place de San Francisco, et qu'il y avait déjà un village en bordure du "Camino Real", qui reliait la ville de Quito aux régions du nord de la Gouvernance et de la Présidence. Selon le prêtre italien Juan Domingo Coleti dans son œuvre "Dictionnaire historico-géographique de l'Amérique du Sud" (1771), Cotocollao était considéré à la fin du XVIIIe siècle comme la fin de la plaine d'Iñaquito ou Rumipamba, avec son territoire s'étendant jusqu'au Pichincha au nord-ouest et la vallée de Pomasqui au nord. Il précise également que c'était le domaine du Comté de Selva Florida, un titre que détenait la famille Guerrero-Ponce de León, qu'il décrit comme l'une des plus anciennes et illustres de la ville de Quito.
Au début du XXe siècle, la ville se trouvait à onze kilomètres de la ville de Quito, avec une population de 4 600 habitants, composée de Blancs, de Métis et d'Indiens, dont l'économie tournait autour de la fabrication d'espadrilles et de l'exploitation de mines de chaux. On accédait à Cotocollao depuis ce qui est aujourd'hui l'Avenida de la Prensa, qui était partiellement pavée.
La paroisse de Cotocollao est devenue la porte d'entrée du nord de Pichincha, car deux routes partaient de cette paroisse vers le nord : l'une menant à Nono, Pacto, Mindo et Nanegal, et l'autre à Pomasqui, San Antonio, Calacalí, la Mitad del Mundo, Perucho et le nord de Pichincha. Elle est restée une paroisse rurale de la ville de Quito jusqu'au milieu du XXe siècle, lorsqu'elle a été reliée à la capitale par une ligne de tramway au gaz, qui s'étendait jusqu'à l'Avenida Colón, où se terminait la ville de Quito à l'époque. Au début des années 70, Cotocollao était encore une zone semi-rurale, mais au cours de cette même décennie, elle a connu une croissance rapide en tant que partie intégrante de l'urbanisation qui se développait rapidement grâce aux avantages économiques du boom pétrolier.
Dans les années 1980, l'Institut équatorien de sécurité sociale a construit le quartier Quito Norte, destiné à la population de classe moyenne. Pendant les décennies des années 1990 et 2000, l'Urbanización 23 de Junio s'est consolidée, une zone résidentielle destinée à la classe moyenne supérieure, qui est née à partir de terrains appartenant à l'association des employés du ministère des Travaux publics.
Au début du XXIe siècle, le secteur du quartier Cotocollao Central est devenu un pôle d'attraction pour les migrants chinois, qui ont non seulement installé leurs résidences dans les maisons du quartier, mais l'ont également rempli de leurs commerces proposant des produits asiatiques bon marché. C'est pourquoi le secteur est désormais populairement appelé le "Quartier chinois de Quito".

## Administration
Au sein du district métropolitain de Quito, d'un point de vue administratif, Cotocollao est l'une des 32 paroisses urbaines qui composent la ville elle-même, sans tenir compte de la zone rurale, et elle relève de l'administration zonale La Delicia. Elle a une superficie de 275,0 km² et est divisée en 8 quartiers : Bellavista Alta, Cotocollao Central, Loma Hermosa, Los Tulipanes, Quito Norte, San José de Jarrín, Thomas et Urbanización 23 de Junio.

## Démographie
Selon la Secrétariat du Territoire, de l'Habitat et du Logement de la Mairie de Quito, lors du recensement de 2010, la paroisse de Cotocollao comptait une population de 31 623 habitants, parmi lesquels 52,6% étaient des femmes et 47,4% des hommes. Selon ces données, sa densité de population urbaine était de 115,4 habitants par kilomètre carré, ce qui signifie que 1,4% des Quiténiens résident dans le secteur. L'utilisation du sol est principalement résidentielle, avec d'importants noyaux commerciaux, et la population se compose de classes sociales basses, moyennes et moyennes-élevées.

## Architecture
Étant donné que c'est une paroisse relativement récente, son développement s'inscrit entre les décennies 1970 et 1990, la plupart de ses bâtiments sont le résultat de courants architecturaux modernes tels que le style international, le fonctionnalisme et l'expressionnisme. C'est notamment le cas des maisons du quartier traditionnel de Quito Norte, de l'Hôpital Pablo Arturo Suárez, et de l'église du Divino Niño, gérée par les Sœurs Franciscaines Missionnaires d'Assise.
Cependant, la paroisse compte également un noyau historique bien défini dans le quartier de Cotocollao Central, avec des bâtiments construits entre les XVIe et XIXe siècles, similaires à ceux du centre historique et faisant partie du patrimoine de la ville. L'un des plus connus est la maison coloniale de la Quinta La Delicia, qui appartenait à Mariana Carcelén, marquise de Solanda et épouse du maréchal Antonio José de Sucre. Aujourd'hui, les bureaux de l'Administration Zonale La Delicia y sont installés.
D'autres bâtiments historiques importants comprennent l'église paroissiale, datant du XVIe siècle et consacrée à saint Jean Baptiste, le bâtiment jésuite en pierre volcanique qui abrite la Bibliothèque Aurelio Espinosa Pólit, où se trouve l'une des collections les plus complètes de livres et de documents anciens du pays, les écoles "Mena del Hierro" et "Alfonso del Hierro - La Salle", de style historiciste et construites au milieu du XXe siècle, ainsi que la maison de la "Quinta La Victoria", datant du début du XXe siècle.
Quant aux quartiers de Loma Hermosa et d'Urbanización 23 de Junio, qui constituent le noyau de la classe moyenne supérieure de cette paroisse, ils sont composés de maisons unifamiliales de différents styles contemporains, entourées de jardins, ainsi que de bâtiments modernes d'appartements, ce qui a contribué à leur valorisation au fil des ans.

## Commerce et communication
Cette paroisse connaît une intense activité commerciale, en particulier dans les quartiers de Quito Norte et de Cotocollao Central. C'est précisément ce dernier qui, au cours de la décennie 2010, a attiré un grand nombre de migrants d'origine chinoise qui ont transformé ses rues en un paradis du commerce de détail, qui gagne peu à peu l'appellation de "Quartier chinois de Quito". De plus, la paroisse est desservie par plusieurs supermarchés populaires, ainsi que par de nombreux magasins de quartier traditionnels, des magasins de chaussures, des boulangeries, des restaurants, des magasins d'électroménagers et des tailleurs.
Les principales routes reliant cette paroisse au reste de la ville sont les avenues De la Prensa et Mariscal Sucre, ainsi que les rues Machala, Huachi et 25 de Mayo. De plus, elle est desservie par plusieurs lignes de transport urbain, dont le circuit municipal "Q10" qui couvre le trajet entre le quartier Cotocollao Central et la station nord du Trolleybus, située dans la paroisse de Jipijapa.